# スター郡 (テキサス州)
スター郡（英: Starr County）は、アメリカ合衆国テキサス州の南部に位置する郡である。2010年国勢調査での人口は60,968人であり、2000年の53,597人から13.8%増加した。郡庁所在地はリオグランデシティ市（人口13,834人）であり、同郡で人口最大の都市でもある。スター郡は1838年に設立され、郡名はテキサス共和国の財務長官を務めたジェイムズ・ハーパー・スターにちなんで名付けられた。
スター郡はその全体でリオグランデシティ・ローマ小都市圏を構成している。

## 歴史
スター郡の設立者はマティアス・ロンゴリアであり、スペイン国王から特許土地を受領していた。

## 地理
アメリカ合衆国国勢調査局に拠れば、郡域全面積は1,229平方マイル (3,183 km2)であり、このうち陸地1,223平方マイル (3,168 km2)、水域は6平方マイル (16 km2)で水域率は0.51%である。

### 主要高規格道路
- アメリカ国道83号線

### 隣接する郡
- ジムホッグ郡 - 北
- ブルックス郡 - 北東
- ヒダルゴ郡 - 東
- ザパタ郡 - 西
- メキシコ タマウリパス州グスタボディアスオルダス - 南
- メキシコ タマウリパス州カマルホ - 南
- メキシコ タマウリパス州ゲレロ - 南西
- メキシコ タマウリパス州ミーア - 南西
- メキシコ タマウリパス州ミゲルアレマン - 南西

### 国立保護地域
- リオグランデ川下流国立野生生物保護区（部分）

## 人口動態
以下は2000年国勢調査による人口統計データである。
| 基礎データ - 人口: 53,597人 - 世帯数: 14,410 世帯 - 家族数: 12,666 家族 - 人口密度: 17人/km2（44人/mi2） - 住居数: 17,589軒 - 住居密度: 6軒/km2（14軒/mi2） 人種別人口構成 - 白人: 87.92% - アフリカン・アメリカン: 0.15% - ネイティブ・アメリカン: 0.25% - アジア人: 0.28% - 太平洋諸島系: 0.04% - その他の人種: 9.91% - 混血: 1.46% - ヒスパニック・ラテン系: 97.54%（アメリカ合衆国の郡の中で最高率） 年齢別人口構成 - 18歳未満: 37.4% - 18-24歳: 11.0% - 25-44歳: 27.1% - 45-64歳: 16.3% - 65歳以上: 8.2% - 年齢の中央値: 26歳 - 性比（女性100人あたり男性の人口） - 総人口: 94.2 - 18歳以上: 88.1 | 世帯と家族（対世帯数） - 18歳未満の子供がいる: 54.7% - 結婚・同居している夫婦: 66.5% - 未婚・離婚・死別女性が世帯主: 17.4% - 非家族世帯: 12.1% - 単身世帯: 11.3% - 65歳以上の老人1人暮らし: 5.9% - 平均構成人数 - 世帯: 3.69人 - 家族: 4.01人 収入と家計 - 収入の中央値 - 世帯: 16,504米ドル - 家族: 17,556米ドル - 性別 - 男性: 17,398米ドル - 女性: 13,533米ドル - 人口1人あたり収入: 7,069米ドル（アメリカ合衆国の郡の中で下から第3位） - 貧困線以下 - 対人口: 50.9% - 対家族数: 47.4% - 18歳未満: 59.4% - 65歳以上: 43.3% |

## 政治
1970年代から1980年代にかけて、連邦警察組織がスター郡での薬物密貿易撲滅活動を行った。
2009年5月1日、スター郡元保安官レイマンド・グエラが連邦裁判所に掛けられた薬物共謀容疑で有罪を認めた。

### 大統領選挙
スター郡は昔から民主党の強い地盤だが、投票率が低く、53,000人の住人の約20%しか投票しないという問題があった。共和党の大統領候補は1世紀以上もスター郡を制していない。1988年アメリカ合衆国大統領選挙では、民主党候補のマイケル・デュカキスに対して国内の郡で最高の支持率を与えた。2004年アメリカ合衆国大統領選挙でも、民主党候補のマサチューセッツ州選出の上院議員ジョン・ケリーを支持したことでは、テキサス州で数少ない郡の1つだった。ケリーは7,199票、74%を獲得し、対するジョージ・W・ブッシュは2,552票、26%に留まった。2008年、イリノイ州選出の上院議員バラク・オバマは8,233票、84%を獲得し、対するアリゾナ州選出の上院議員ジョン・マケインは1,488票、15%だった。

## 都市と町
2011年時点で、スター郡には55のコロニア（メキシコ系米国人居住区）がある。1911年までに多くの家族がコロニアに移住している。

### 都市
- リオグランデシティ - 郡庁所在地
- エスコバレス
- ラグルラ
- ローマ

### 国勢調査指定地域
| - アルトボニート - エエルレフュジオ - ファルコンハイツ - ファルコンビレッジ - フロントン | - ガルセノ - ラカシタ・ガルシアスビル - ラプエトラ - ラロシータ - ラビクトリア | - ラスロマス - ロスアルバレス - ロスビラレアレス - ノースエスコバレス | - ローマクリーク - サリネノ - サンイシドロ - サンタクルス |

### 未編入の町
- デルミタ
- ラグロリア
- レレフォルマ
- サンタカタリーナ
- サンタエレナ

## 教育
スター郡東部の教育は、リオグランデシティ統合独立教育学区が管轄している。リオグランデシティにあるイマキュレイト・コンセプション学校は1884年の設立であり、郡内では唯一のカトリック学校である。幼稚園生から8年生まで約250人の児童に、信仰に基づく教育を行っている。
スター郡西部の教育は、ローマ独立教育学区が管轄している。北東部の教育は、サンイシドロ独立教育学区が管轄している。
1993年に設立された南テキサス・カレッジは、カレッジ学校南部協会のカレッジ委員会によって認定され、学士号と准学士号を与えている。学生数は29,000人以上であり、教職員は1,600人以上である。リオグランデシティの総合キャンパスを含め5つのキャンパスがある。カレッジの理事会は7人で構成され、スター郡からも1人が参加している。
学部としては教養、科学、工学、応用医学、先進製造技術があり、准学士を含め、100以上の学位と教育課程がある。またインターネットによる8つの准学士取得コースもある。工業経営における応用工学士やコンピュータ情報技術における応用工学士も提供している。テキサス州では工学士を与えられる3つのコミュニティカレッジの1つであり、2種類の学士を与えられることでは州内唯一である。
南テキサス・カレッジは、ヒダルゴ郡とスター郡の高校から飛び級入学や落ちこぼれ回復プログラムなど特徴ある入学制度を始めている。このプログラムでは高校に通いながらカレッジの授業を受けることができる。8,000人以上の学生がこのプログラムを受けている。
また医学と工学の分野で学位取得を志す学生には2つの強化学習プログラムがある。二重入学医学校と二重入学工学校は資格付けされた学生のために2年間の集中学習とインターン制度があり、高校の1年と2年の間に准学士を得ることができる。
その技量を高めたいもの、職業を変えたい者、新しく免許や資格を更新したい者、あるいは個人的な豊かさを求める者には生涯学習の機会もある。これにはインターネット学習など様々なコースがある。さらに実業、工業、社会の分野で訓練を行うこともできる。訓練過程は受講者の需要に合わせて内容、スケジュール、場所などを調整できる。